# Safina
Safina je česká společnost, zabývající se zpracováním drahých kovů pro letecký, automobilový, farmaceutický, elektronický, sklářský, chemický i šperkařský průmysl. Na českém trhu působí od roku 1920.

## Historie podniku
Předchůdcem současné společnosti byla firma ve Vídni, kterou v roce 1860 pod názvem G. H. Scheidsche Affinerie založil George Adam Scheid. Během kolektivizace v roce 1950 vznikl ve Vestci nový národní podnik Safina. Společnost na světový trh pronikla s výrobou termočlánků, se kterou začala v roce 1966. 30 let poté přešel podnik opět do soukromého vlastnictví a sortiment výrobků se rozrostl. V roce 2010 společnost expandovala do USA a od roku 2012 vyrábí metalické prášky do 3D tiskáren.
V listopadu 2014 Safinu koupila ruská skupina Renova. Jejím hlavním vlastníkem a prezidentem je ruský miliardář Viktor Vekselberg. Poté, co byl Viktor Vekselberg v roce 2018 zařazen na sankční seznam USA, začala mít řada jeho společností, včetně Safiy, problémy. 
Po roce 2020 společnost několikrát změnila majitele, ale podle českých médií byli všichni vlastníci spřízněni nebo kontrolováni Viktorem Vekselbergem. 

## Výrobní program a služby
Nejvýznamnější je recyklace neboli rafinace drahých kovů, díky které se materiál vrací opět do výroby a minimalizuje tak dopad na životní prostředí. Safina vykupuje kovy od koncových zákazníků nebo jiných firem. Kromě toho provádí povrchové úpravy a nástřiky, které chrání a zlepšují vlastnosti součástek a šperků. K dispozici má kalibrační laboratoře, které využívá k měření a kalibraci termočlánků. Firma také vyrábí drahokovové a neželezné slitiny na zakázku.

## Environmentální principy společnosti
Společnost zavedla Environmentální management vycházející z normy ISO 14 001 a také je součástí programu Responsible Care, který se věnuje tématu odpovědného podnikání v chemii. Firma následuje myšlenky udržitelného rozvoje a cirkulární ekonomiky a drahé kovy také recykluje.